# Suzanne Roquette
Suzanne Roquette (* 30. August 1942 in Weimar, Thüringen; † 28. Mai 2020 in Croydon, England) war eine deutsche Schauspielerin.

## Leben und Karriere
Suzanne Roquette kam 1942 als Tochter des Malers Kurt Roquette zur Welt und verbrachte ihre ersten Lebensjahre in einem Forsthaus im Thüringer Wald. Durch den Krieg verschlug es sie dann zusammen mit ihrer Familie nach Stuttgart. Sie arbeitete zunächst als Mannequin und Fotomodell, bevor sie unter 100 Bewerberinnen von Peter Frankenfeld als Assistentin für seine Sendung Und Ihr Steckenpferd? ausgewählt wurde. Dadurch erregte sie die Aufmerksamkeit eines TV-Produzenten, der ihr zwei kleinere Rollen beim Fernsehen anbot. Um ihrem Ziel, Schauspielerin zu werden, näher zu kommen, nahm sie in Berlin bei Else Bongers Schauspielunterricht. Zu Beginn ihrer Laufbahn war sie vor allem in Abenteuer- und Kriminalfilmen wie Frühstück mit dem Tod und Das Geheimnis der drei Dschunken zu sehen. 1966 übertrug ihr Will Tremper die weibliche Hauptrolle in seinem Spielfilm Sperrbezirk. Danach folgten u. a. die beiden Edgar-Wallace-Filmen Der Bucklige von Soho (1966) und Der Mönch mit der Peitsche (1967).
Für die Deutsch-Lehrsendungen Karl und Christa und Wie bitte? ging sie Mitte der 1970er-Jahre nach Großbritannien. Seitdem war Roquette vorwiegend für das britische Fernsehen tätig. So übernahm sie in der 1. Staffel der Science-Fiction-Serie Mondbasis Alpha 1
die Rolle der Tanya Alexander. 1989 erhielt sie eine winzige Rolle in dem Steven-Spielberg-Film Indiana Jones und der letzte Kreuzzug, die jedoch später im Schneideraum der Schere zum Opfer fiel.
Roquette, die sich 2015 einer Nierentransplantation unterziehen musste, verstarb am 28. Mai 2020 nach längerer Krankheit in ihrer Wahlheimat England. Ihr Sohn Bradley Larroquette ist in London als Architekt tätig.

## Filmografie (Auswahl)
- 1963: Die Safeknacker-Suite (Fernsehfilm)
- 1964: Jenseits von Oder und Neiße – heute (Dokumentarfilm)
- 1964: Frühstück mit dem Tod
- 1965: Das Geheimnis der drei Dschunken
- 1966: Sperrbezirk
- 1966: Der Bucklige von Soho
- 1967: Mr. Arcularis (Fernsehfilm)
- 1967: Die Rache des Dr. Fu Man Chu (The Vengeance of Fu Manchu)
- 1967: Der Mönch mit der Peitsche
- 1968: Der Arzt von St. Pauli
- 1970: Das Millionenspiel (Fernsehfilm)
- 1971: Drüben bei Lehmanns – Folge: Die Sammlung (Fernsehserie)
- 1974: Die Spezialisten (Fernsehserie)
- 1975: Mondbasis Alpha 1 (Space: 1999) Fernsehserie (im Abspann nicht genannt), 1. Staffel
- 1976: Hadleigh (TV-Serie); 1 Folge: Bloodline
- 1977: Tatort; Folge: Flieder für Jaczek (Fernsehserie)
- 1978: An Englishman’s Castle; Folge: 1.2
- 1978: Spazio: 1999 (italienischer Kompilationsfilm zu Mondbasis Alpha 1)
- 1979: Alien Attack – Die Außerirdischen schlagen zurück (Alien Attack), Kompilationsfilm zu Mondbasis Alpha 1
- 1980: ITV Playhouse; Folge: The Lady (TV-Serie)
- 1981: Billy (auch bekannt als: „Barriers“); Episode 1.13 (Fernsehserie)
- 1982: Black Sun – Der Todesplanet greift an (Journey Through the Black Sun), Kompilationsfilm zu Mondbasis Alpha 1
- 1982: Sorry!; Folge: The Big Sleep (Fernsehserie)
- 1984: Mrs. Harris: Freund mit Rolls-Royce (Fernsehfilm)
- 1992: Wie ein Licht in dunkler Nacht (Shining Through)
- 1993: Lovejoy (TV-Serie); Folge: A Going Concern
- 1997–1998: Gute Zeiten, schlechte Zeiten (Fernsehserie)
- 2001: Band of Brothers – Wir waren wie Brüder (Band of Brothers) Fernsehserie; Folge: Why We Fight